# Carl Dellwik

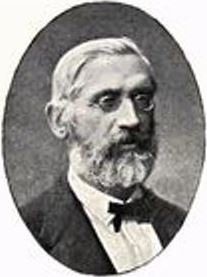
Carl Dellwik.

Carl Axel Dellwik, född 23 juni 1829 i Stockholm, död 29 juli 1897 på Charlottendal i Brännkyrka församling, Stockholms län, var en svensk bergsingenjör. Han var far till Axel Dellwik och Carl Dellwik.
Dellwik blev student vid Uppsala universitet 1847, avlade där bergsexamen 1853, blev auskultant i Bergskollegium samma år, genomgick Falu bergsskola 1853–1855 och utnämndes 1858 till direktör på Jernkontorets metallurgiska stat med placering vid norra distriktet. Han var 1860–1874 bosatt på Bondsjö i Västernorrlands län och utvecklade där en omfattande konsulterande verksamhet vid de norrländska bruken och vann anseende som en synnerligen kunnig och praktiskt erfaren järnmetallurg. 
År 1874 kallades Dellwik till föreståndare för den då nyupprättade Jernkontorets materialprovningsanstalt på Liljeholmen och blev en av banbrytarna för materialprovningen i Sverige. Av hans övriga inlägg i teknikens utveckling är hans arbeten på vattenångans användning inom järnhanteringen särskilt bekanta. Han var även en flitig författare i metallurgiska ämnen, varom ett större antal artiklar i "Jernkontorets annaler", "Teknisk Tidskrift", "Nordisk Familjebok" (signaturen C.A.D.) och andra publikationer vittnar. År 1896 drog sig han tillbaka från ledningen av Jernkontorets materialprovningsanstalt, som då upphörde.